# Carmi
Carmi is een plaats (city) in de Amerikaanse staat Illinois, en valt bestuurlijk gezien onder White County.

## Demografie
Bij de volkstelling in 2000 werd het aantal inwoners vastgesteld op 5422.
In 2006 is het aantal inwoners door het United States Census Bureau geschat op 5343, een daling van 79 (-1,5%).

## Geografie
Volgens het United States Census Bureau beslaat de plaats een oppervlakte van
6,5 km², waarvan 6,4 km² land en 0,1 km² water. Carmi ligt op ongeveer 120 m boven zeeniveau.

## Plaatsen in de nabije omgeving
De onderstaande figuur toont nabijgelegen plaatsen in een straal van 20 km rond Carmi.